# 日本建筑学会奖

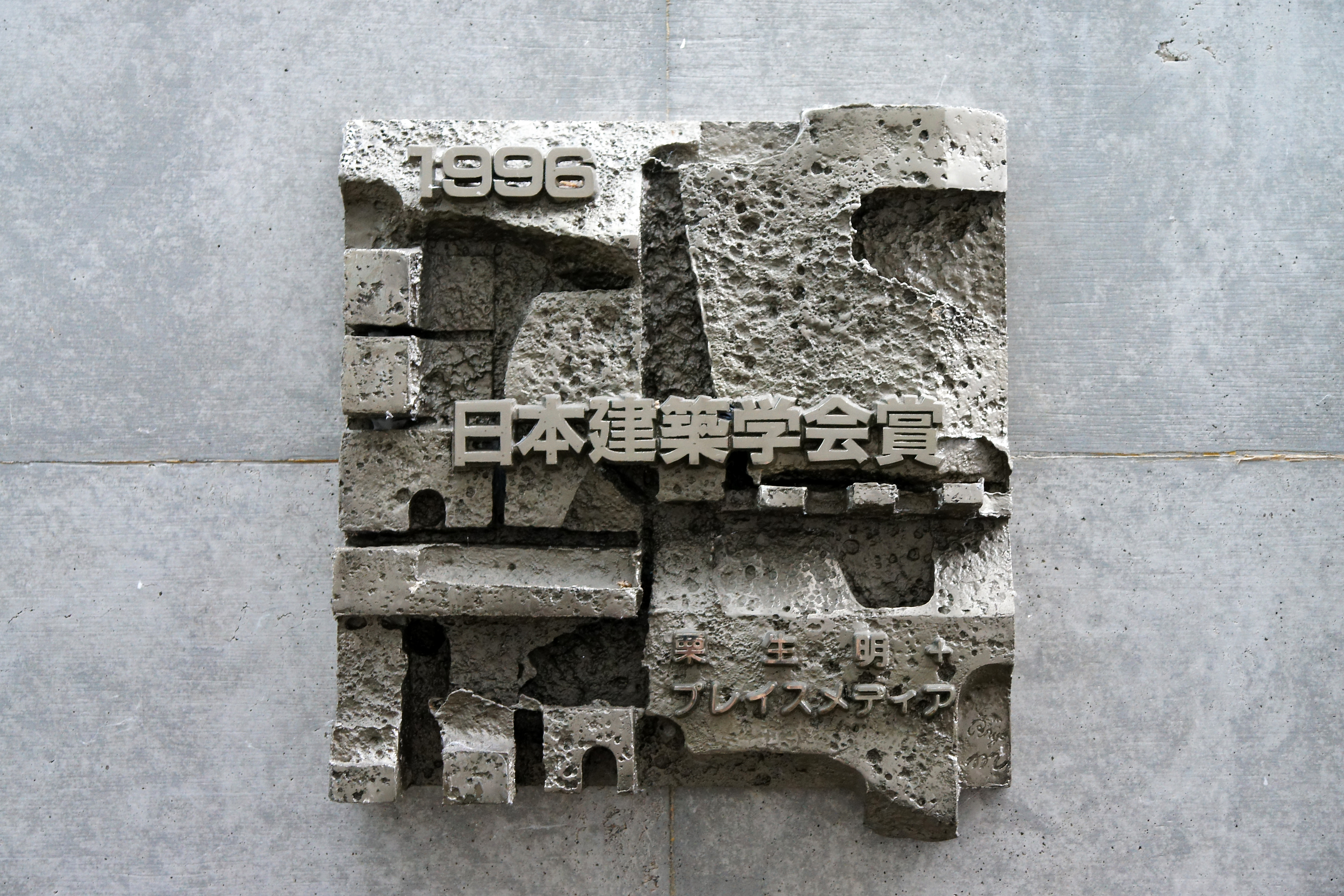
1996年 植村直己冒险馆浮雕

日本建筑学会奖（日语：日本建築学会賞）是一般社团法人日本建筑学会设立的建筑学奖，授予日本建筑学方面有杰出贡献的个人和团体。

## 历史
包括四个类别：论文、作品、技术和成果。此外，日本建筑学会还设立了日本建筑学会大奖、文化奖、鼓励奖、教育奖、著作奖、作品奖等奖项。。